# Мереть (приток Оби)
Мереть (Меретка) — река в России, протекает по Новосибирской области и Алтайском крае. Устье реки находится в 3262 км по правому берегу реки Обь. Длина реки составляет 35 км.
Высота устья — 119 м над уровнем моря. Высота истока — 137 м над уровнем моря.

## Данные водного реестра
По данным государственного водного реестра России относится к Верхнеобскому бассейновому округу, водохозяйственный участок реки — Обь от города Барнаул до Новосибирского гидроузла, без реки Чумыш, речной подбассейн реки — бассейны притоков (Верхней) Оби до впадения Томи. Речной бассейн реки — (Верхняя) Обь до впадения Иртыша.